# Claude Bernard Sérant
Claude Bernard Sérant est photographe, journaliste et écrivain haïtien. Il est né le 13 novembre 1966 à Port-au-Prince.

## Biographie
Claude Bernard Sérant, né le 13 novembre 1966 est le cadet d’une famille de cinq enfants. Ancien élève de l'école  fréquente Saint-François de Xavier dirigée par des anciens enseignants de l’Institution Jean-Marie Guilloux, les collèges Georges Marc et termine ses études classiques au Collège Les Normaliens Réunis. Il étudie la Gestion à l’Université de Port-au-Prince (1992-1994) et le droit à l’Université Quisqueya (1998-2002). Pendant cinq ans, il animait une rubrique culturelle « Attitude », sur la radio Mélodie FM et une émission hebdomadaire sur la santé avec Roosevelt Jean-François. Il est rédacteur depuis 2004 au quotidien Le Nouvelliste .Claude Bernard Sérant a suivi un séminaire de formation au Graduate School of Journalism à New York (CUNY)  en 2007 et l’année qui suive, il a suivi des séminaires de formation en journalisme  au Sénégal, la pays de Léopold Sédar Senghor. Il voyage au Brésil  en 2011 et suit un stage de formation en santé et journalisme à Rio de Janeiro sous la houlette de la Fondation Oswaldo Cruz. Il a été Lauréat du prix du Journalisme en Santé organisé par l’Agence de développement international (USAID) en collaboration avec le Management Sciences Health (MSH) et encadré par Wellcom et le ministère de la Santé publique et de la Population (MSPP), il bénéficie d’une formation d’une semaine à La Voix de l’Amérique, à Washington.  C’est une œuvre qui s’est battue pour sa survie, rescapée des décombres  du séisme de 2010. Elle sera disponible à la 25e édition de Livres en folie. Le journaliste accompagné de Jonel Juste ont été  agressés par des partisans de l’ancien Président Jean Bertrand Aristide au Belair, un des quartiers chauds de la capitale, 14 janvier 2005.
Le 9 août 2016, il a participé à un séminaire sur le reportage pour la promotion de la santé à Washington.   
Le samedi 23 avril 2021, Le plasticien Philippe Dodard lui a décerné le prix Dodard de l’année 2021. La cérémonie de la remise a eu lieu dans le cadre de la foire du livre de l’association Mise en valeur des auteurs haïtiens (MIVAH) au Collège Canado-haïtien. Ce prix a été décerné il y a vingt-cinq ans environ, à la sœur aînée de Jean Dominique, la critique d’art Madeleine Paillère.

## Œuvres

### Récit, Nouvelles et Contes
- Juste pour s’amuser, recueil de textes humoristiques. Port-au-Prince: Publi-Texte, 2001.
- L’aveugle m’a ouvert les yeux. Port-au-Prince: Les Éditions Canapé-Vert, 2015.
- Galère en autobus, Tome I. Port-au-Prince: Maison d’Édition Toussaint, 2017.
- La guerre des cerfs-volants. Port-au-Prince: Imprimeur II, 2015; Port-au-Prince: Toussaint, 2018.
- Galère en autobus, Tome II. Port-au-Prince: Toussaint, 2020.
- Rien que pour un instant. Port-au-Prince: Imprimeur II, 2005[6].
- Nouvelles inédites : « Bouledogue Histoire d’une affection de l’âme », « La dame de Rochasse » et « Selfie pour toute passion », 2020.
- La soupe au giraumon de Grann Adé. Port-au-Prince: Les Éditions Canapé-Vert, 2005, 2009, 2013, 2015, 2016, 2018; Les Éditions du Canapé Vert/ Maison d’Édition Toussaint, 2020.

### Ouvrages collectifs
- « Ces jours et nuits de plaisir au carnaval des Cayes », « Déguisés des jours gras » et « Les handicapés ont défilé au carnaval des Cayes ». Haïti 2012: Carnaval national des Cayes, pari gagné, sous la direction de Pierre-Raymond Dumas. Port-au-Prince: Imprimeur II, 2012.
- « Sainte-Trinité : tu vois je ne t’ai pas oublié ». Sainte-Trinité: une école, une histoire. Cent ans et l’aventure continue, sous la direction de Dieulermesson Petit Frère. Port-au-Prince: Alel, 2013: 43-44.
- « Journal d’un écrivain en pyjama de Dany Laferrière ». Legs et Littérature 2 (juillet 2013): 112-114.

## Distinctions et Prix
- 2015 : Prix Jacques Roche du Journalisme culturel.
- 2015 : Lauréat du Prix du Journaliste en Santee par l’USAID, MSH et MSPP.
- 2015 : Bourse VOA (Voice of America)/ Ambassade des États-Unis du reportage culturel.
- 2021 : Prix Dodard décerné par Philippe Dodard.